# Litsea schlechteri
Litsea schlechteri är en lagerväxtart som beskrevs av Teschn.. Litsea schlechteri ingår i släktet Litsea och familjen lagerväxter. Inga underarter finns listade i Catalogue of Life.